# Будинок Торгівлі (Київ)
Буди́нок Торгі́влі  — хмарочос у Києві. Будівництво споруди тривало 1968–1982 роки. Висота 25-поверхового будинку становить 93,7 метрів, з урахуванням метеорологічного пристрою, висота становить 97,5 метрів. В свій час це був найвищий в Києві і другий після «Дніпровських свічок» в Україні хмарочос. Проєктна організація — КиївЗДНІЕП.

## Історія будівництва
На місці хмарочоса до 1968 року були будинки 1850-х років, які до Жовтневої революції належали сім'ї Осадчих. Вони були знесені при підготовці до будівництва.
Будівля входила у проєкт реконструкції Львівської площі.
1968 року відбулась офіційна закладка фундаменту будівлі «Республіканського будинку торгівлі». А в 1981 році відбулось відкриття споруди. Устаткування (меблі) для будівлі була розроблена архітектором І. Й. Каракіс.
В 1999—2002 роках були розроблені проєкти реконструкції: Центру внутрішніх зв'язків, 5-го поверху для розміщення Державної податкової адміністрації і реставрації фасаду будівлі. Керівниками реконструкції були: Валентин Єжов та І. Осипенко. Авторський колектив: Б. Забранський, А. Сницарев, О. Гайдученя, І. Лошаков.

## Додатково
- Проєкт будинку було розроблено Валентином Єжовим.[4]

- В самому хмарочосі зараз розміщена Державна податкова адміністрація України, в стилобаті — торговельний центр.
- Головний інженер проєкту — Стеценко Віктор Федорович інженер-будівельник, начальник відділу спецконструкцій, технології і організації будівництва (ВСКТіОБ) київського зонального науково-дослідницького та проєктного інституту експериментального і типового проєктування (КиївЗНДІЕП).